# Ștefan Tudor
Ștefan Tudor (n. 3 martie 1943, Poienarii Burchii, România – d. februarie 2021) a fost un canotor român, laureat cu bronz la Jocurile Olimpice de vară din 1972 din München, Germania de Vest.

## Biografie
Tudor s-a născut la 3 martie 1943 în Poienarii Burchii. A concurat la Jocurile Olimpice de vară din 1968, 1972 și 1976. În 1968 a fost membru al echipajului navei române care a terminat pe locul 7 în cursa de patru rame fără cârmaci. Patru ani mai târziu a câștigat medalia de bronz cu echipajul român în proba de dublu rame cu cârmaci. La Jocurile Olimpice din 1976 el a fost parte din echipajul român care a terminat pe locul nouă la patru rame fără cârmaci.
A fost component al clubului sportiv Dinamo București al Ministerului Afacerilor Interne, dar a fost angajat civil și nu a deținut grad militar.

## Distincții
- Medalia „Meritul Sportiv” clasa I (8 mai 1968) „pentru contribuția deosebită adusă la dezvoltarea mișcării de cultură fizică și sport și pentru merite deosebite în activitatea sportivă de performanță, cu prilejul împlinirii a 20 de ani de la înființarea Clubului sportiv «Dinamo»-București al Ministerului Afacerilor Interne”[6]

## Legături externe
- Ștefan Tudor la Comitetul Olimpic și Sportiv Român (arhivat)
- en Ștefan Tudor la Olympedia.org